# Garten Tulln

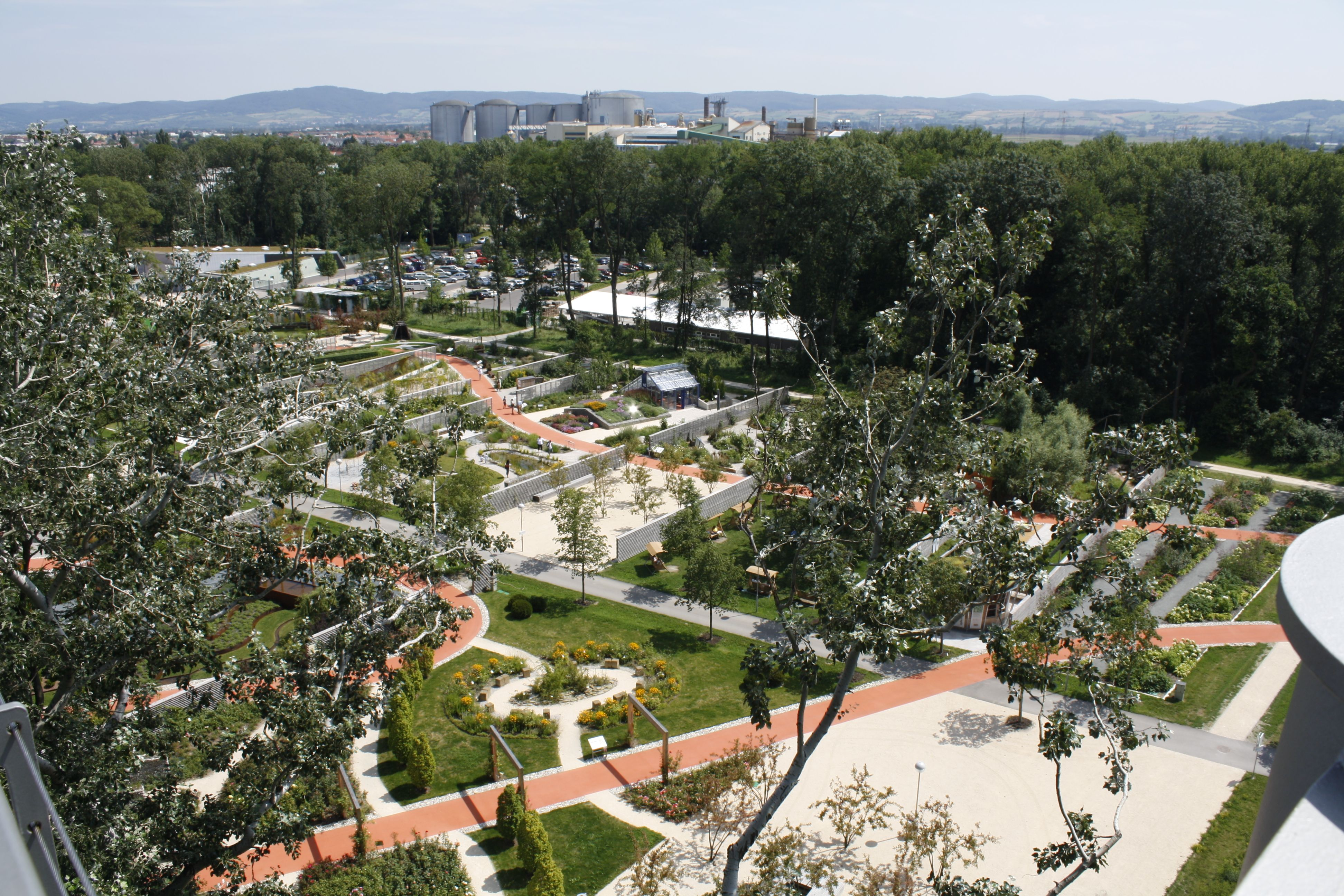
Pohled na zahrady z rozhledny (2009)

Garten Tulln je výstava zahradnické architektury pro malé celky a výzkumné zařízení, které pracuje s Campus Tulln a IMC Fachhochschule Krems. V plánu je spolupráce s Universität für Bodenkultur Wien. V stálou výstavu se areál změnil po zahradní výstavě Dolního Rakouska v Tullnu na Dunaji v roce 2008. V Tullnu na Dunaji jsou rovněž pořádány tradiční zahradnické výstavy Internationale Gartenbaumesse Tulln. Výstaviště leží v Dolním Rakousku v Tulln an der Donau. 

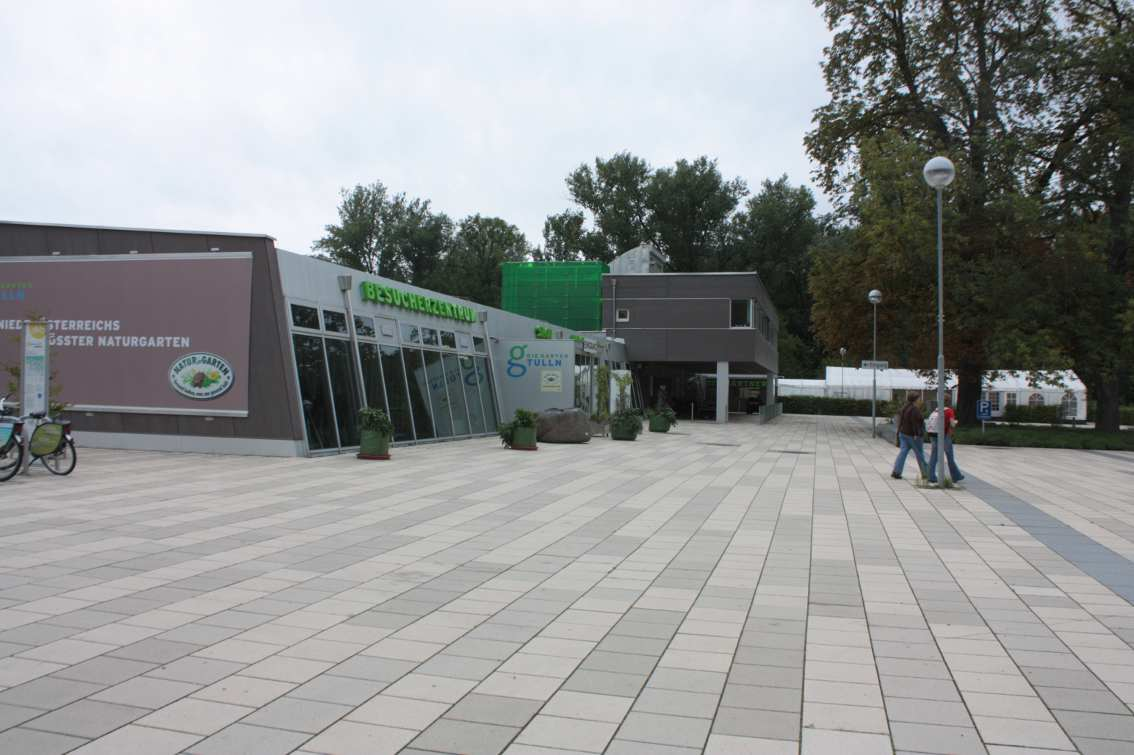
Hlavní budova výstaviště

## Umístění a obsah
Zahrada leží na západ od města Tulln an der Donau, mezi mezinárodním výstavištěm a mostem Rosenbrücke nad Dunajem. Plocha výstaviště je rozdělena do dvou částí, z nichž menší část o velikosti asi sedmi hektarů ukazuje zahradní úpravy a rostliny, větší část, 45-akrová část údolní nivy je rekultivována výsadbou různých stromů a keřů, a upravena jako stezka ukazující ekosystémy a jak to jen lze přirozeně rostoucí společenstva. Přes 27 000 trvalek, 3500 keřů, 6000 bahenních a vodních rostlin bylo vysazeno ve více než 40 ukázkách zahrad a zahradních úprav.

## Návštěvnost a zaměření
Od otevření do roku 2013 zahradu zhlédlo více než 1 300 000 návštěvníků. Výstava je udržována celoročně zcela výhradně na ekologických a udržitelných principech. Dolnorakouská výstava květin se prezentuje jako první ekologická a trvale udržitelná zahradnická výstava v Evropě. Po dvouleté výstavbě byla zahrada Garten Tulln poprvé otevřena v dubnu 2008. Byla od počátku připravována podle stejných environmentálních kritérií, které prosazuje Landesaktion 'Natur im Garten', program Dolního Rakouska pro soukromé zahrady.

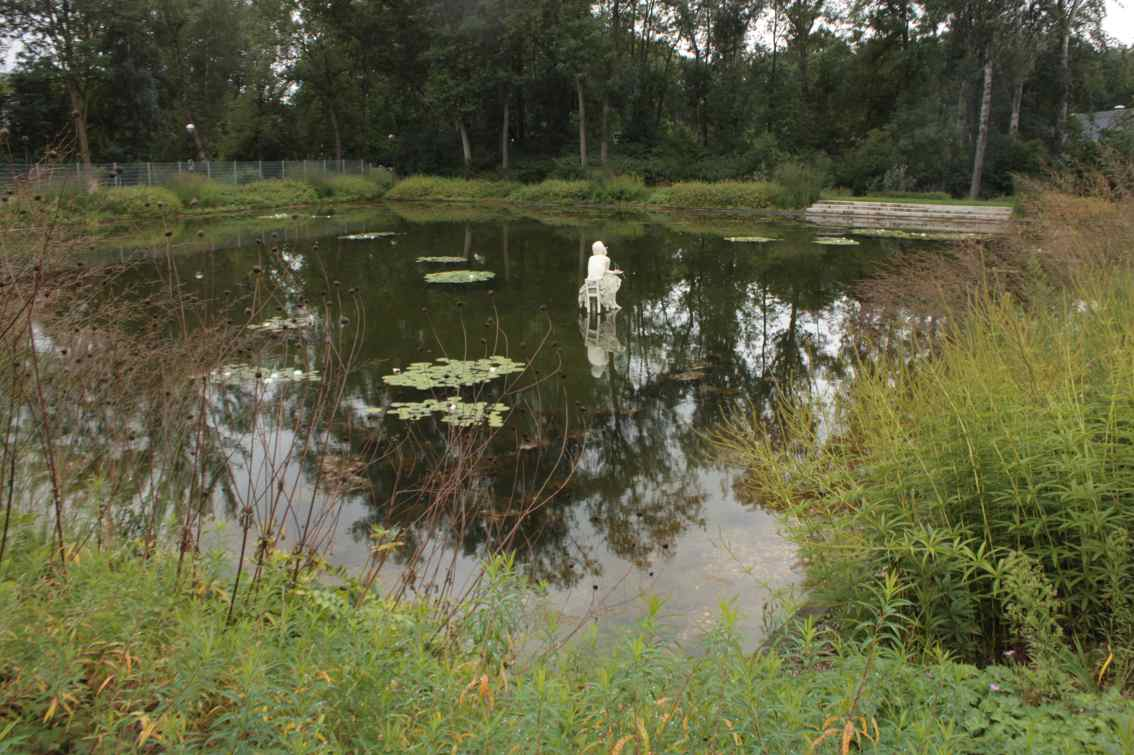
Nádrž se sochou za vstupem

## Otvírací doba
13. dubna až 6. října 2013, pondělí – neděle od 09.00 do 18.00 hodin.

## Kritika
Investice celkem 23 milionů eur do výstavby areálu vyvolalo kritiku kvůli zdvojnásobení plánovaných nákladů na projekt, ale bylo odůvodněno státní správou kvůli nárůstu úprav a šířícímu se zájmu o zahradnické výstavy.

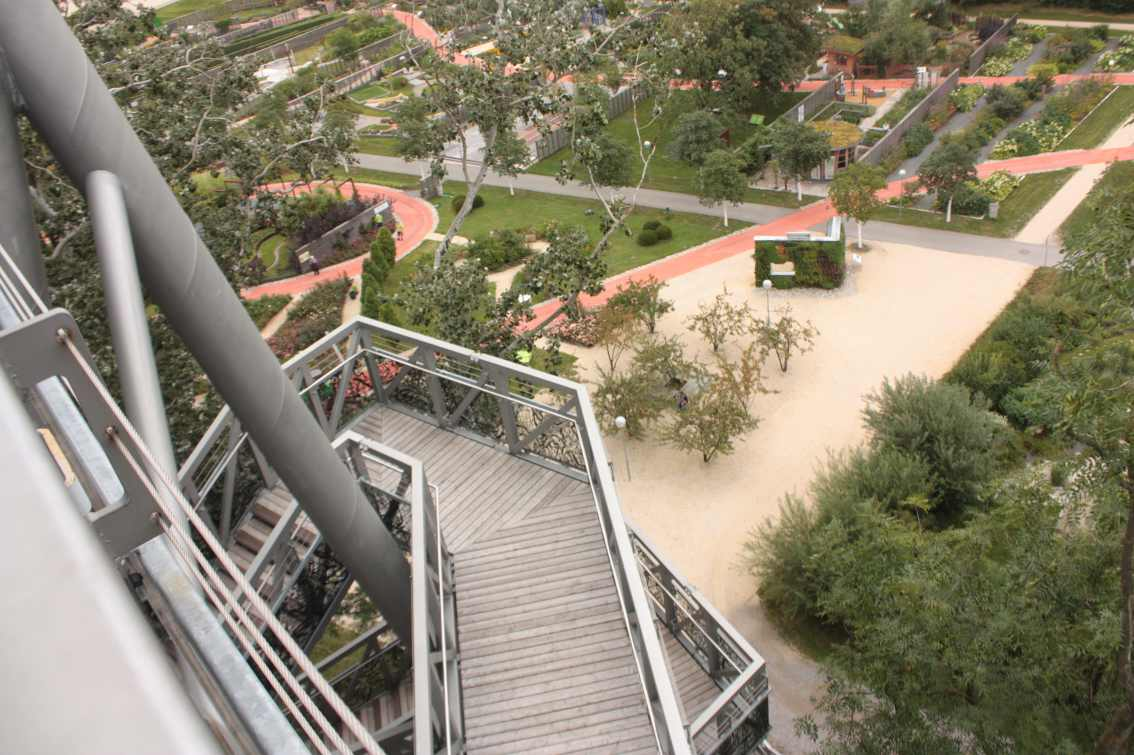
Pohled z rozhledny.
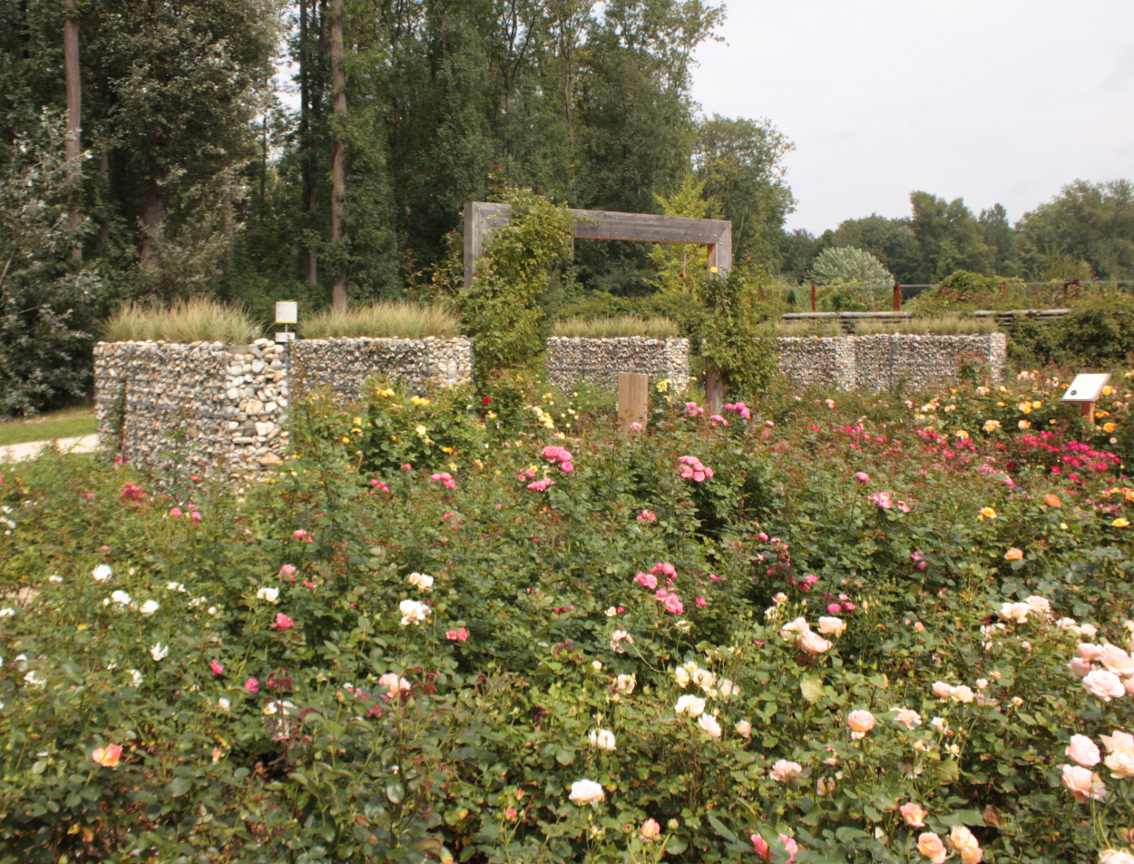
Výsadba růží a traviny na gabionech.
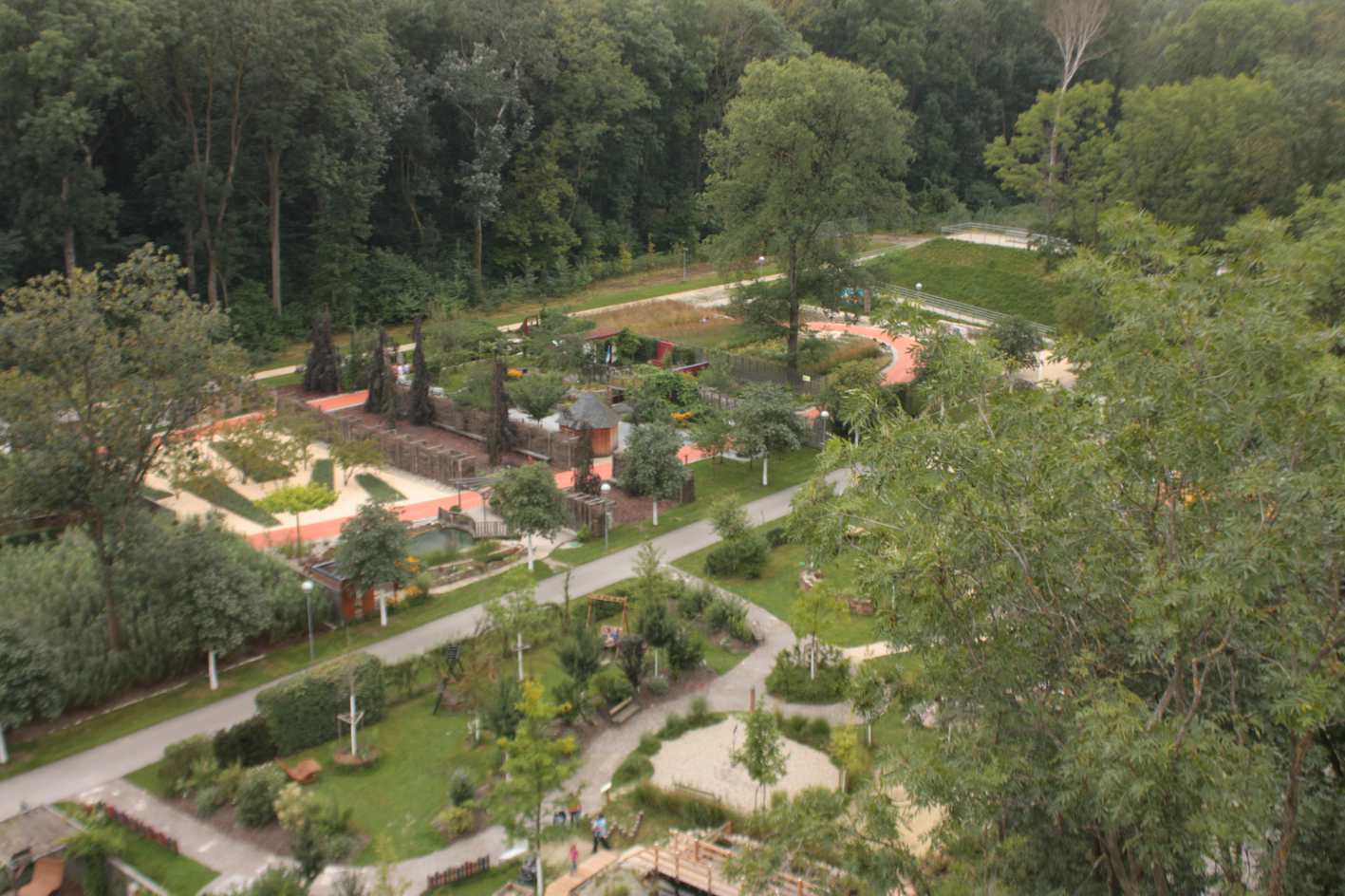
Pohled na uspořádání expozic.

## Vybavení
Krom zahrad byly pro hosty vybudovány restaurace a konferenční prostory. Největší stavbou je 30 metrů vysoká Baumwipfelweg, rozhledna ve výšce vrcholků stromů, na kterou může návštěvník vystoupat pěšky nebo výtahem. K dispozici je půjčovna loděk pro okružní plavby lužní krajinou, bludiště, různě zaměřené tematické akce, zahradnická prodejna a infostánek.